# Raimundas Palaitis
Raimundas Palaitis (* 23. Oktober 1957 in Palanga) ist ein  litauischer Politiker, ehemaliger Innenminister und  Bürgermeister der Gemeinde Palanga.

## Leben
Die ersten fünf Jahre wohnte Palaitis im Städtchen Kartena in der Rajongemeinde Kretinga. Dort arbeiteten seine Eltern als Schullehrer. Nach dem Abitur 1975  an der Mittelschule Palanga studierte Palaitis ab 1975 Angewandte Mathematik in Vilnius. 1980 absolvierte er das Diplomstudium der Mathematik an der Universität Vilnius. Von 1980 bis 1989 arbeitete er als Computer-Programmierer im Rechenzentrum der  Filiale Palanga des Kardiologie-Instituts Kaunas. In dieser Zeit absolvierte  Palaitis die Aspirantur der mathematischen Kybernetik am Mathematik-Kybernetik-Institut.
Ab 1989 war er privater Unternehmer in der damaligen Sowjetunion. Gleichzeitig arbeitete er auch im Zentrum der Kommunikationen in der Verwaltung der Gemeinde Palanga. Ab 1992 war er nur Unternehmer im Computer-Bereich. Dann handelte er mit Aktien und anderen Wertpapieren.
Ab 1995 arbeitete er in der litauischen Hafenstadt Klaipėda, wo er die Aktien aufkaufte und verkaufte. Von 1997 bis 2000 leitete er als Direktor das eigene Unternehmen UAB „Klaipėdos vertybiniai popieriai“.
Vom April bis November 2000 war Palaitis Bürgermeister der Gemeinde Palanga. Von 2000 bis 2004 war er Mitglied des Finanzausschusses im Seimas. Von dem 9. Dezember 2008 bis März 2012 war er Innenminister Litauens. Im November 2016 wurde Palaitis vom Bezirksverwaltungsgericht Vilnius zum Schadensersatz von 15.907 Euro an das Innenministerium verurteilt, da er den Direktor des Departments am Innenministerium im März 2010 rechtswidrig entlastete.
Raimundas Palaitis war von 1978 bis 2004 mit seiner ehemaligen Klassenfreundin und Mitstudentin Adelė († 2004) verheiratet. Sie war Verwalterin des staatlichen Erholungshauses „Baltija“ in Palanga. Sie haben zusammen eine Tochter und zwei Söhne. Seit 2006 ist er mit Vilija Palaitienė verheiratet.
Palaitis war Mitglied der liberalen Parteien Lietuvos liberalų sąjunga (LLS) und Lietuvos centro sąjunga (LCS).